# Орестијевић
Орестијевићи су пореклом из села Братљева, општина Ивањица.
Први записи из 1852. године помињу велику породицу Милуна и Гвозденије Орестијевић. Током друге половине 19. века, од дела тог и суседног села Комадине око Косовичког брда настало је село Косовица, па се претпоставља да сви Орестијевићи потичу одатле.
Орестијевићи славе Ђурђевдан.
Порекло презимена се може потражити у корену од грчког имена Орест, што у пренесеном значењу значи планинар, онај који савладава планине, горштак. По предању, дошли су са југа, највероватније од Ибарског Колашина. У Пећкој патријаршији (Црква Светих апостола) се налазе мошти Петозарних (Петочислених) великомученика: Авксентије, Мардарије, Евстратије, Евгеније и Орест, што наговештава да и ту можда постоји веза порекла презимена.